# Hernán del Canto
Hernán del Canto Riquelme (21 janvier 1940 - Santiago, 13 janvier 2013) est un homme politique chilien, militant au Parti socialiste du Chili. Il fut Ministre de l'Intérieur (en) dans le gouvernement de Salvador Allende entre le 10 février 1972 et le 8 août 1972.